# Retrato de la tía Pepa
Retrato de la tía Pepa es una pintura al óleo realizada por Pablo Picasso en 1896 y que forma parte de la colección permanente del Museo Picasso de Barcelona, por donación del artista en 1970. Se encuentra expuesto en la sala 2 del museo.

## Descripción
El Retrato de la tía Pepa es uno de los hitos de la retratística del joven Picasso. La retratada es Josefa Ruiz Blasco (1825-1901), hermana de su padre. El óleo, sin fechar, fue realizado en 1896 durante una de las estancias veraniegas de Picasso en Málaga con su familia.
El juego de luces, que destaca el rostro de la indumentaria oscura y de un fondo en penumbra, y el tratamiento más esbozado de estos, a favor de una concentración en la expresión de la cara, hacen de esta obra un retrato de una profundidad psicológica sorprendente. El realismo crudo del rostro, así como el tratamiento cromático y lumínico, denotan una clara influencia de la tradición retratística española (de Ribera y, sobre todo, de Velázquez).
La libertad y la fluidez expresiva del trazo, a base de una pincelada muy libre y suelta, evidencian también una ejecución al mismo tiempo rápida y virtuosa: Jaime Sabartés llega a afirmar que el retrato fue ejecutado en menos de una hora, alimentando una vez más la leyenda del joven Picasso. En cualquier caso, la celeridad en la ejecución también parece ligada a un imperativo más prosaico: a Josefa Ruiz no le gustaba en absoluto que la retrataran y su negativa inicial, acompañada por la falta de motivación de Picasso, habría retrasado un año la ejecución de esta obra, que era un encargo de su tío Salvador.

## Precedente
Josefa Ruiz ya había sido retratada por Picasso en 1895, en un dibujo a lápiz (Retrato de la tía Pepa sentada en una butaca), que es un claro precedente de este retrato al óleo. En el nuevo retrato, Picasso opta por variar el encuadre y hacerlo de medio cuerpo, a fin de dar el protagonismo absoluto al rostro y, por tanto, a la psicología de la retratada.

## Análisis
Para Jaime Sabartés, este retrato certifica la gran capacidad de percepción que había desarrollado Picasso desde los catorce años, que le permitía asumir en profundidad todo lo que observaba.
Por esto, el biógrafo Josep Palau i Fabre considera el Retrato de la tía Pepa una obra maestra «en la que el virtuosismo rivaliza con la profundidad, como si ambos quisieran la primacía».